# Bemlos macromanus
Bemlos macromanus is een vlokreeftensoort uit de familie van de Aoridae. De wetenschappelijke naam van de soort is voor het eerst geldig gepubliceerd in 1925 door Clarence Raymond Shoemaker.